# Emil Frey

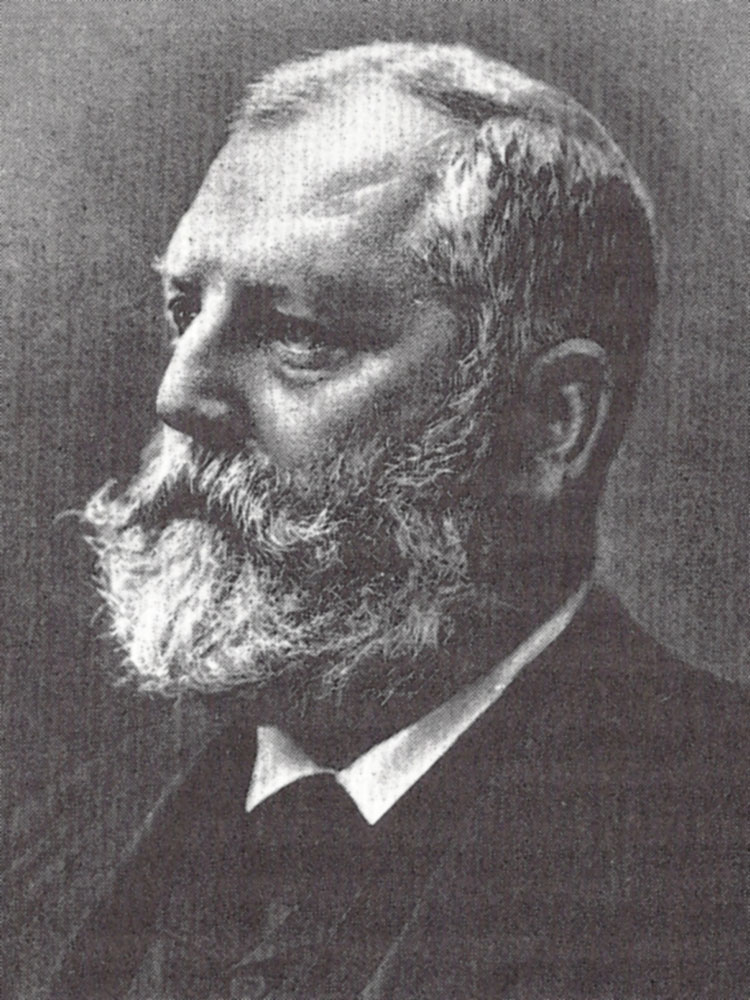
Emil Frey.

Emil Johann Rudolf Frey, född den 24 oktober 1838 i Arlesheim i kantonen Basel, död där den 24 december 1922, var en schweizisk statsman.
Frey deltog som frivillig på nordstaternas sida i amerikanska inbördeskriget (1861–1865), där han avancerade till major, återvände 1865 till sitt hemland samt valdes 1866 till ledamot och ordförande i kantonen Basels regering. Åren 1872–1882 var han redaktör för Baseler Nachrichten och samtidigt ledare för vänstern i nationalrådet, vars president han var 1875–1876. Åren 1882–1888 var han envoyé i Förenta staterna, blev 1890 ledamot av Förbundsrådet och var året 1894 förbundspresident. År 1897 blev Frey direktör för internationella telegrafbyrån i Bern. Frey arbetade särskilt för arméns utbildning och försvarets stärkande i Schweiz.